# Корнеліус Касторіадіс
Корнеліус Касторіадіс  (грец. Κορνήλιος Καστοριάδης;  11 березня 1922 — 26 грудня 1997) грецько-французький філософ, соціальний критик, економіст, психоаналітик, автор праці «The Imaginary Institution of Society» та співзасновник групи «Соціалізм або варварство» (фр. Socialisme ou Barbarie).
Його праці з автономії і соціальних інституцій були впливовими у наукових та активістських колах.

## Статті, перекладені українською
- Кілька думок з приводу расизму [Архівовано 4 грудня 2019 у Wayback Machine.] // Спільне, 11 липня 2011